# Familiengruft Peill

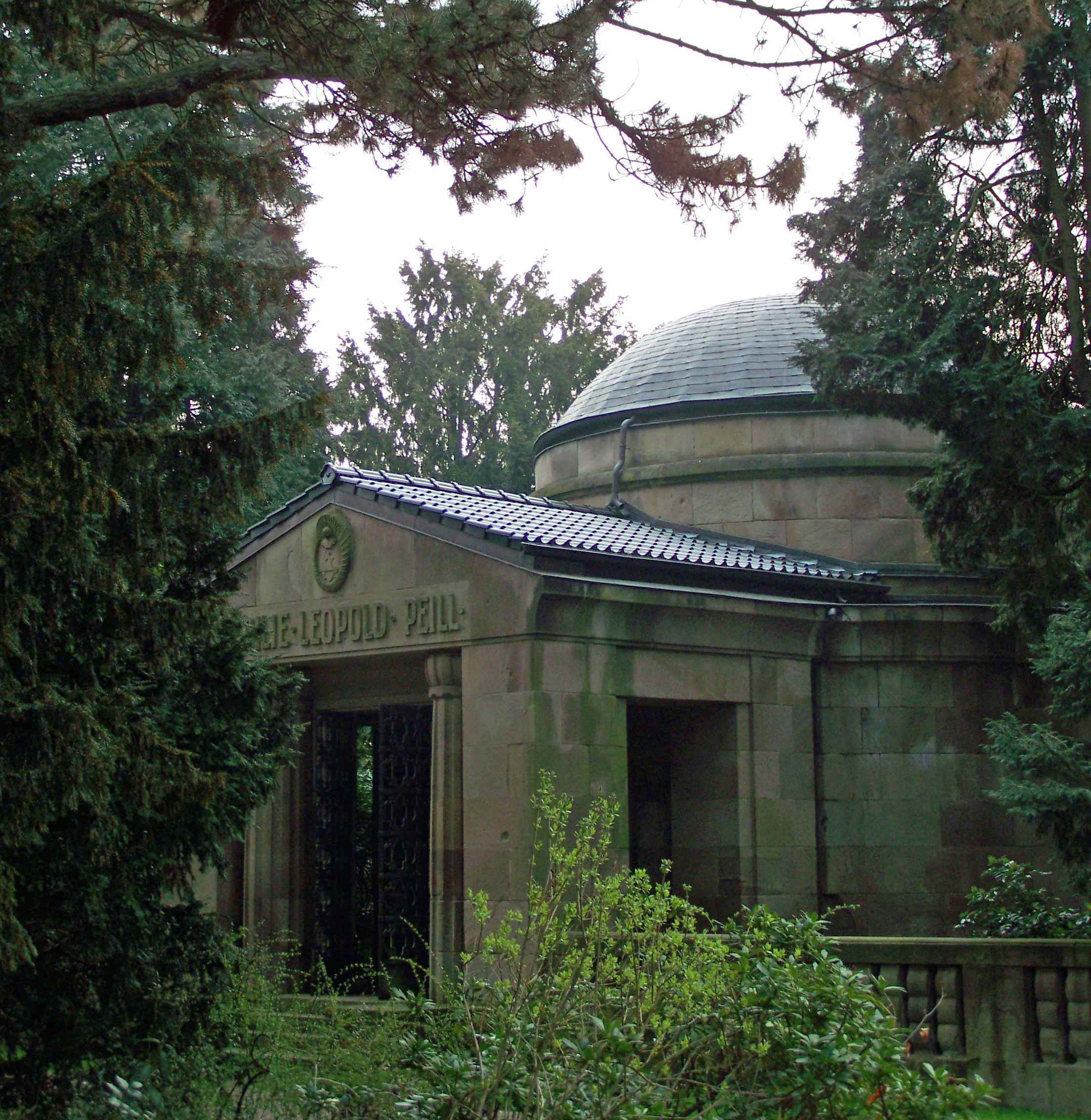
Mausoleum der Familie Peill

Die Familiengruft Peill befindet sich auf dem Neuen Friedhof an der Friedenstraße in Düren in Nordrhein-Westfalen. 
Das Mausoleum wurde im Jahr 1912 erbaut und hat die Form eines Pantheons aus Werkstein. Der Portikus hat kannelierte Säulen. Die Kuppel ist doppelt gestuft. Auf dem Werksteinsturz steht die Inschrift „Familie • Leopold • Peill“, im Giebelfeld ist das Familienwappen zu sehen. Bauherr war der Dürener Unternehmer Leopold Peill, der auch hier bestattet wurde.
Das Bauwerk steht unter Denkmalschutz und wurde mit der Nr. 1/075 in die Denkmalliste der Stadt Düren eingetragen.